# TT Assen 1971
De TT van Assen 1971 was de vierde race van het wereldkampioenschap wegrace-seizoen 1971. De race werd verreden op 26 juni 1971 op het TT-Circuit Assen nabij Assen, Nederland. De race werd traditioneel op de laatste zaterdag van juni verreden.

## Algemeen

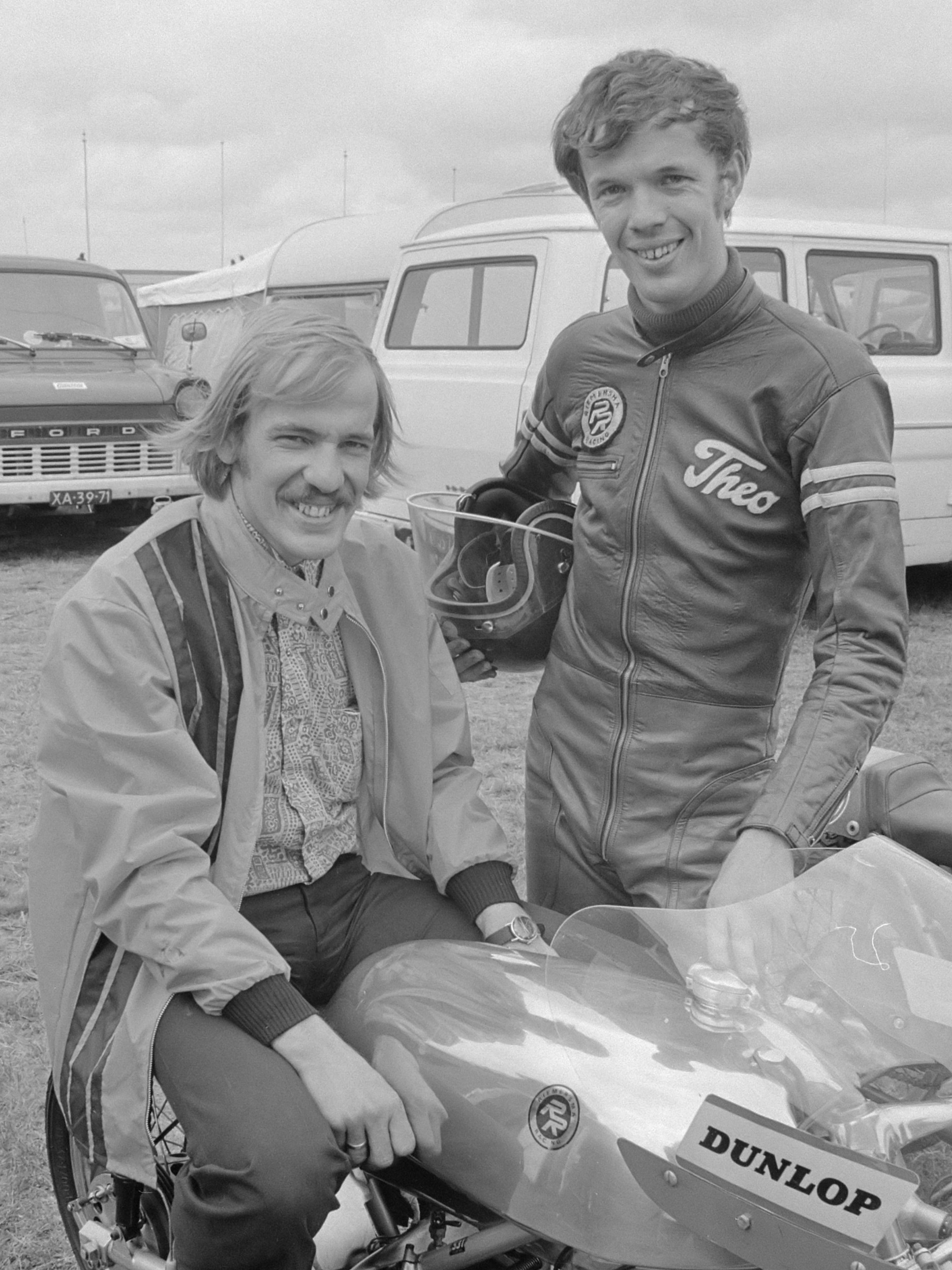
Rob Bron (links) en Theo Bult tijdens de trainingen in Assen

De TT van Assen was bijzonder succesvol voor de Nederlanders: Theo Bult werd tweede in de 250cc-klasse en derde in de 350 cc en Rob Bron werd tweede in de 500 cc. Daardoor stond Bult totaal tweede in de 350cc-klasse en Bron stond tweede in de 500cc-klasse. Rudi Kurth scoorde met zijn vriendin Dane Rowe het eerste punt voor een tweetaktmotor in de zijspanklasse. Ze gebruikten daar een Crescent-buitenboordmotor voor.

## 500 cc
In 500cc-trainingen waren alleen Giacomo Agostini (MV Agusta 500 3C) en Dave Simmonds (Kawasaki H 1 R) sneller dan Rob Bron (Suzuki T 500). Bron had echter grote remproblemen en voor de race kreeg hij vier remschoenen van het team van MV Agusta. Bron stond op de eerste startrij, maar de Suzuki wilde niet aanslaan en hij was pas in het middenveld weg. Desondanks lag hij na de eerste ronde aan de leiding. In de vierde ronde werd hij ingehaald door Agostini en Simmonds, maar hij kon ze nog wel volgen. In de achtste ronde nam Bron de tweede plaats over van Simmonds. Agostini won, maar Rob Bron werd tweede, 17 seconden vóór Dave Simmonds. Bron stond nu tweede in het wereldkampioenschap, maar zat altijd in geldnood, waardoor het maar de vraag was of hij de volgende race kon rijden. De tweede plaats in Assen leverde hem 1.000 gulden op. Samen met het startgeld van 350 gulden en wat geld van de Telegraaf (die als sponsor optrad), kreeg hij weer wat lucht.

### Uitslag 500 cc
| Pos | Coureur            | Merk      | Tijd             | Punten           |
| --- | ------------------ | --------- | ---------------- | ---------------- |
| 1   | Giacomo Agostini   | MV Agusta | 1h 05' 34" 4     | 15               |
| 2   | Rob Bron           | Suzuki    | +58" 7           | 12               |
| 3   | Dave Simmonds      | Kawasaki  | +1' 15" 7        | 10               |
| 4   | Keith Turner       | Suzuki    | +2' 47" 8        | 8                |
| 5   | Jim Curry          | Seeley    | +3' 30" 9        | 6                |
| 6   | Billie Nelson      | Paton     | +3' 34" 8        | 5                |
| 7   | Tommy Robb         | Seeley    | +1 ronde         | 4                |
| 8   | Bo Granath         | Husqvarna | +1 ronde         | 3                |
| 9   | Paul Eickelberg    | Yamaha    | +1 ronde         | 2                |
| 10  | Rob Noorlander     | Norton    | +1 ronde         | 1                |
| 11  | Kurt-Ivan Carlsson | Yamaha    | +2 ronden        |                  |
| 12  | Lothar John        | Yamaha    | +4 ronden        |                  |
| DNF | Gyula Marsovszky   | Linto     |                  |                  |
| DNF | Terry Dennehy      | Honda     |                  |                  |
| DNF | Eric Offenstadt    | Kawasaki  |                  |                  |
| DNF | Ron Chandler       | Kawasaki  |                  |                  |
| DNF | Ernst Hiller       | Kawasaki  |                  |                  |
| DNF | John Dodds         | König     |                  |                  |
| DNF | Maurice Hawthorne  | Kawasaki  |                  |                  |
| DNF | Alan Barnett       | Aermacchi | uitlaat verloren | uitlaat verloren |
| DNF | Hans-Otto Butenuth | BMW       |                  |                  |
| DNF | Theo Louwes        | Kawasaki  |                  |                  |
| DNF | Alberto Pagani     | Linto     |                  |                  |
| DNF | Christian Ravel    | Kawasaki  |                  |                  |
| DNF | Jack Findlay       | Suzuki    |                  |                  |
| DNF | Piet van der Wal   | Kawasaki  |                  |                  |
| DNF | Karl Hoppe         | König     |                  |                  |
| DNF | Hannu Kuparinen    | Suzuki    |                  |                  |

## 350 cc
In de 350cc-race in Assen had Giacomo Agostini (MV Agusta 350 3C) het niet zo makkelijk als normaal. Dat kwam omdat zijn driecilinder vanaf de start slecht liep en zelfs steeds meer ging overslaan. Hij werd dan ook aangevallen door Phil Read (Yamaha TR 2 B), die hem tot tweemaal toe inhaalde. Tegen het einde begon Agostini toch wat weg te lopen en Read liet hem ook gaan. Intussen was Theo Bult (Yamsel) met Paul Smart (Yamaha) in gevecht om de vierde plaats, achter Jarno Saarinen (Yamaha). In de zevende ronde nam Bult zelfs de derde plaats over van Saarinen, maar die moest hij teruggeven toen hij een stuk van zijn uitlaat en daarmee ook wat vermogen verloor. Smart en Saarinen vielen echter allebei uit, waardoor Theo Bult achter Agostini en Read toch nog derde werd. Bult stond nu achter Agostini zelfs tweede in het 350cc-wereldkampioenschap.

### Uitslag 350 cc
| Pos | Coureur            | Merk      | Tijd         | Punten |
| --- | ------------------ | --------- | ------------ | ------ |
| 1   | Giacomo Agostini   | MV Agusta | 1h 04' 49" 6 | 15     |
| 2   | Phil Read          | Yamaha    | +23"         | 12     |
| 3   | Theo Bult          | Yamsel    | +1' 28" 5    | 10     |
| 4   | Rodney Gould       | Yamaha    | +1' 48" 2    | 8      |
| 5   | Ron Chandler       | Yamaha    | +2' 37" 7    | 6      |
| 6   | Martti Pesonen     | Yamaha    | +2' 46"      | 5      |
| 7   | Billie Nelson      | Yamaha    | +2' 49" 1    | 4      |
| 8   | Tony Rutter        | Yamaha    | +3' 11" 1    | 3      |
| 9   | Kurt-Ivan Carlsson | Yamaha    | +3' 12" 9    | 2      |
| 10  | Godfrey Nash       | Yamaha    | +3' 19" 7    | 1      |
| 11  | Guido Mandracci    | Yamaha    | +1 ronde     |        |
| 12  | Günter Bartusch    | MZ        | +1 ronde     |        |
| 13  | Hannu Kuparinen    | Yamaha    | +1 ronde     |        |
| DNF | Paul Smart         | Yamaha    |              |        |
| DNF | Jarno Saarinen     | Yamaha    |              |        |

## 250 cc
In Assen zat het Rodney Gould (Yamaha YZ 632) weer niet mee, nadat hij al in de Grand Prix van Oostenrijk en de Grand Prix van Duitsland was uitgevallen. Met een afgebroken beugel van zijn stroomlijnkuip moest hij het strijdtoneel vroegtijdig verlaten. Helmut Fath en Ferry Brouwer hadden de privé-Yamaha TD 2 B van Phil Read duidelijk bijzonder snel weten te maken. Hij begon in de regen meteen een voorsprong op te bouwen, en Jarno Saarinen (Yamaha) moest al snel besluiten hem te laten gaan om ten minste zijn tweede plaats vast te houden. Theo Bult lag met de Yamsel aanvankelijk op de vijfde plaats, maar vocht zich naar voren. In de vierde ronde, toen hij al derde lag, werd hij succesvol aangevallen door Gyula Marsovszky, maar Bult wist zich terug te vechten. Tijdens de race was het droog geworden, maar halverwege begon het weer te regenen. Een groot aantal gevallen rijders en natte ontstekingen dunden het veld uit, en in de elfde ronde kwam ook Saarinen niet meer door. Read ging langzamer rijden en zijn voorsprong halveerde van 18 tot 9 seconden op Bult en Dieter Braun (Yamaha), die Bult zelfs wist te passeren. Braun was voor Read een grotere bedreiging en hij gaf weer gas, maar de Yamaha van Braun kreeg schakelmoeilijkheden waardoor Theo Bult tweede werd. Een mooie prestatie na zijn derde plaats in de 350cc-race eerder die dag.

### Uitslag 250 cc
| Pos | Coureur             | Merk     | Tijd           | Punten         |
| --- | ------------------- | -------- | -------------- | -------------- |
| 1   | Phil Read           | Yamaha   | 57' 02" 1      | 15             |
| 2   | Theo Bult           | Yamsel   | +11" 9         | 12             |
| 3   | Dieter Braun        | Yamaha   | +17" 7         | 10             |
| 4   | Tony Rutter         | Yamaha   | +41" 8         | 8              |
| 5   | Chas Mortimer       | Yamaha   | +41" 9         | 6              |
| 6   | Gyula Marsovszky    | Yamaha   | +51" 6         | 5              |
| 7   | John Dodds          | Yamaha   | +1' 26" 7      | 4              |
| 8   | Nico van der Zanden | Yamaha   | +1' 40"        | 3              |
| 9   | Jerry Lancaster     | Yamsel   | +1' 41" 7      | 2              |
| 10  | Guido Mandracci     | Yamaha   | +1' 41" 7      | 1              |
| 11  | Leo Commu           | Yamaha   | +1' 44" 2      |                |
| 12  | László Szabó        | Yamaha   | +2' 09" 2      |                |
| 13  | Walter Sommer       | Yamaha   | +2' 09" 8      |                |
| 14  | Steve Machin        | Yamaha   | +1 ronde       |                |
| 15  | Börje Jansson       | Yamasaki | +3 ronden      |                |
| DNF | Rodney Gould        | Yamaha   | stroomlijnkuip | stroomlijnkuip |
| DNF | Jarno Saarinen      | Yamaha   |                |                |

## 125 cc
In de 125cc-klasse trainde Cees van Dongen (Yamaha AS-1) als snelste Nederlander, maar na de start liep zijn versnellingsbak meteen vast omdat de boutjes van een borgplaat losgelopen waren. De kopgroep werd meteen gevormd door Ángel Nieto (Derbi), Gilberto Parlotti (Morbidelli) en Barry Sheene (Suzuki RT 67). Parlotti kon even de leiding nemen, maar viel toen uit. Sheene, net als Alberto Pagani met een van de oude Suzuki RT 67's die nog steeds eigendom waren van Henk Viscaal, werd daardoor tweede en Börje Jansson (Maico) kwam op de derde plaats binnen.

### Uitslag 125 cc
| Pos | Coureur            | Merk       | Tijd            | Punten          |
| --- | ------------------ | ---------- | --------------- | --------------- |
| 1   | Ángel Nieto        | Derbi      | 48' 12" 8       | 15              |
| 2   | Barry Sheene       | Suzuki     | +1" 7           | 12              |
| 3   | Börje Jansson      | Maico      | +14" 8          | 10              |
| 4   | Dieter Braun       | Maico      | +55" 1          | 8               |
| 5   | Chas Mortimer      | Yamaha     | +1' 11" 4       | 6               |
| 6   | Toni Gruber        | Maico      | +1' 17" 1       | 5               |
| 7   | Steve Machin       | Yamaha     | +1' 17" 3       | 4               |
| 8   | Gert Bender        | Maico      | +2' 04" 2       | 3               |
| 9   | Matti Salonen      | Yamaha     | +3' 22" 6       | 2               |
| 10  | Günter Fischer     | Maico      | +1 ronde        | 1               |
| 11  | Aart Valster       | MZ         | +1 ronde        |                 |
| 12  | Ryszard Mankiewicz | MZ         | +1 ronde        |                 |
| 13  | Aalt Toersen       | Suzuki     | +1 ronde        |                 |
| DNF | Cees van Dongen    | Yamaha     | versnellingsbak | versnellingsbak |
| DNF | Gilberto Parlotti  | Morbidelli |                 |                 |
| DNF | Alberto Pagani     | Suzuki     |                 |                 |

## 50 cc
Zes weken rust sinds de Duitse Grand Prix waren voor Jamathi voldoende om de 1971-machines klaar te hebben, maar ook voor Derbi om toch wat meer vermogen in de 50cc-racer van Ángel Nieto te stoppen. Aalt Toersen startte toch op de oude Jamathi, omdat hij niet aan de zithouding van de nieuwe, lagere machine kon wennen. Nieto en Jan de Vries (Van Veen-Kreidler) bleven met elkaar in gevecht, tot de Vries in de Veenslang, op dezelfde plaats waar hij in de training was gevallen, opnieuw viel en zijn motor aan de kant moest zetten. Dat bracht debutant Nico Polane (Kreidler) op de tweede plaats. Het was inmiddels gaan regenen en daar werden vooral veel Nederlanders het slachtoffer van: Leo Commu, Aalt Toersen en in de zesde ronde ook Polane. Daardoor kwam Jos Schurgers (Van Veen-Kreidler) op de tweede plaats terecht en Herman Meijer met zijn zelfbouw Hemeyla op de derde. Intussen reed Teunis Ramaker (Kreidler) op de vierde plaats en Jan Bruins (Kreidler) op de vijfde. Meijer's Kreidler-motor hield er in de voorlaatste ronde mee op, waardoor hij steppend tot bij de finishlijn kwam. Daar wachtte hij tot Nieto passeerde en hij liet zich als twaalfde afvlaggen. Schurgers werd tweede en Ramaker werd derde. Nico Polane kreeg na zijn goede rijden in Assen een nieuwe (1971) Van Veen-Kreidler in Francorchamps.

### Uitslag 50 cc
| Pos | Coureur                 | Merk              | Tijd      | Punten |
| --- | ----------------------- | ----------------- | --------- | ------ |
| 1   | Ángel Nieto             | Derbi             | 30' 17" 5 | 15     |
| 2   | Jos Schurgers           | Van Veen-Kreidler | +37" 5    | 12     |
| 3   | Teunis Ramaker          | Kreidler          | +56"      | 10     |
| 4   | Jan Bruins              | Kreidler          | +1' 40" 7 | 8      |
| 5   | Federico van der Hoeven | Derbi             | +1' 46" 7 | 6      |
| 6   | Juan Parés March        | Derbi             | +1' 51"   | 5      |
| 7   | Manfred Kugler          | Kreidler          | +2' 11" 4 | 4      |
| 8   | Harald Bartol           | Kreidler          | +3' 14" 5 | 3      |
| 9   | Ryszard Mankiewicz      | Kreidler          | +3' 21" 1 | 2      |
| 10  | Ton Kooyman             | Hemeyla           | +3' 48" 9 | 1      |
| 11  | Ton Daleman             | Roton             | +4' 29" 9 |        |
| 12  | Herman Meijer           | Hemeyla           | +1 ronde  |        |
| 13  | Riekus Foekema          | Kreidler          | +1 ronde  |        |
| 14  | Jacques Bernard         | Kreidler          | +1 ronde  |        |
| 15  | John Robert Finch       | Minarelli         | +1 ronde  |        |
| 16  | Oronzo Memola           | Kreidler          | +2 ronden |        |
| DNF | Jan de Vries            | Van Veen-Kreidler | val       |        |
| DNF | Leo Commu               | Jamathi           | val       |        |
| DNF | Aalt Toersen            | Jamathi           | val       |        |
| DNF | Nico Polane             | Kreidler          | val       |        |

## Zijspanklasse
In Assen startten Horst Owesle en Julius Kremer met hun Münch-URS vanaf de tweede rij als snelsten, maar ze werden al snel weer ingehaald door Georg Auerbacher/Hermann Hahn (BMW) en Siegfried Schauzu/Wolfgang Kalauch (BWM). Auerbacher moest echter al vroeg in de race met pech stoppen, waardoor Schauzu de leiding nam. Op de tweede plaats lagen Richard Wegener/Adi Heinrichs (BMW) en op de derde plaats Chris Vincent/Derek Jacobson (BSA). Owesle was teruggezakt in het middenveld, maar reed een inhaalrace en in de achtste ronde was hij weer derde. Schauzu moest de pit opzoeken met technische problemen en ook Wegener moest aan zijn versnellingsbak laten sleutelen. Owesle lag nu ver voor op de rest van het veld. Arsenius Butscher/Josef Huber (BMW) werden tweede en Siegfried Maier/Harald Mathews (BMW) werden derde.

### Uitslag zijspanklasse
| Pos | Coureur               | Bakkenist        | Merk         | Tijd      | Punten |
| --- | --------------------- | ---------------- | ------------ | --------- | ------ |
| 1   | Horst Owesle          | Julius Kremer    | Münch-URS    | 53' 31" 3 | 15     |
| 2   | Arsenius Butscher     | Josef Huber      | BMW          | +25" 2    | 12     |
| 3   | Siegfried Maier       | Harald Mathews   | BMW          | +34" 8    | 10     |
| 4   | Heinz Luthringshauser | Armgard Neumann  | BMW          | +39" 8    | 8      |
| 5   | Chris Vincent         | Derek Jacobson   | BSA          | +49" 9    | 6      |
| 6   | Wolfgang Klenk        | Roland Veil      | BMW          | +2' 26" 1 | 5      |
| 7   | Hermann Binding       | Helmut Fleck     | BMW          | +3' 13" 7 | 4      |
| 8   | Colin Hornby          | Mike Griffiths   | BMW          | +3' 44" 9 | 3      |
| 9   | Herman Oosterloo      | Klaas de Geus    | BMW          | +1 ronde  | 2      |
| 10  | Rudi Kurth            | Dane Rowe        | CAT-Crescent | +2 ronden | 1      |
| 11  | Richard Wegener       | Adi Heinrichs    | BMW          | +3 ronden |        |
| DNF | Georg Auerbacher      | Hermann Hahn     | BMW          |           |        |
| DNF | Siegfried Schauzu     | Wolfgang Kalauch | BMW          |           |        |

1925 · 1926 · 1927 · 1928 · 1929 · 1930 · 1931 · 1932 · 1933 · 1934 · 1935 · 1936 · 1937 · 1938 · 1939 · 1940–1945 · 1946 · 1947 · 1948 · 1949 · 1950 · 1951 · 1952 · 1953 · 1954 · 1955 · 1956 · 1957 · 1958 · 1959 · 1960 · 1961 · 1962 · 1963 · 1964 · 1965 · 1966 · 1967 · 1968 · 1969 · 1970 · 1971 · 1972 · 1973 · 1974 · 1975 · 1976 · 1977 · 1978 · 1979 · 1980 · 1981 · 1982 · 1983 · 1984 · 1985 · 1986 · 1987 · 1988 · 1989 · 1990 · 1991 · 1992 · 1993 · 1994 · 1995 · 1996 · 1997 · 1998 · 1999 · 2000 · 2001 · 2002 · 2003 · 2004 · 2005 · 2006 · 2007 · 2008 · 2009 · 2010 · 2011 · 2012 · 2013 · 2014 · 2015 · 2016 · 2017 · 2018 · 2019 · 2021 · 2022 · 2023 · 2024 · 2025